# 蒙特多罗
蒙特多罗（義大利語：Montedoro），是意大利西西里大区卡尔塔尼塞塔省的一个市镇。总面积14平方公里，人口1683人，人口密度120.2人/平方公里（2009年）。ISTAT代码为085011。

## 友好城市
- 法國 沃昂沃兰